# András Ozsvár
András Ozsvár, född den 19 februari 1957 i Csongrád, Ungern, är en ungersk judoutövare.
Han tog OS-brons i herrarnas öppna klass i samband med de olympiska judotävlingarna 1980 i Moskva.